# Finally We Are No One
Finally We Are No One – drugi studyjny album islandzkiej grupy múm. Wydany nakładem Fat Cat 20 maja 2002 roku. Płytę poprzedzał singel Green Grass of Tunnel, którego premiera odbyła się 29 kwietnia 2002 roku.
W Islandii, wytwórnia Smekkleysa wydała specjalną, limitowaną edycję płyty zatytułowaną Loksins erum við engin, w której teksty piosenek były w języku islandzkim. 

## Lista utworów
1. "Sleep/Swim" – 0:50
2. "Green Grass of Tunnel" – 4:51
3. "We Have a Map of the Piano" – 5:19
4. "Don't Be Afraid, You Have Just Got Your Eyes Closed" – 5:43
5. "Behind Two Hills,,,,A Swimmingpool" – 1:08
6. "K/Half Noise" – 8:41
7. "Now There's That Fear Again" – 3:56
8. "Faraway Swimmingpool" – 2:55
9. "I Can't Feel My Hand Any More, It's Alright, Sleep Still" – 5:40
10. "Finally We Are No One" – 5:07
11. "The Land Between Solar Systems" – 11:58

## Twórcy
- Samuli Kosminen — perkusja
- Orri — organy
- Eiríkur Orri Ólafsson — trąbka
- Helga þóra Björgvinsdóttir, Ingrid Karlsdóttir, Anna Hugadóttir — skrzypce i altówka (9)